# Stora Skifttjärnen
Stora Skifttjärnen är en sjö i Falu kommun i Dalarna och ingår i Dalälvens huvudavrinningsområde. Sjön har en area på 0,381 kvadratkilometer och ligger 161,4 meter över havet. Sjön avvattnas av vattendraget Ålhusån.

## Delavrinningsområde
Stora Skifttjärnen ingår i det delavrinningsområde (674250-150662) som SMHI kallar för Utloppet av Stora Skifttjärnen. Medelhöjden är 186 meter över havet och ytan är 3,04 kvadratkilometer. Räknas de 11 avrinningsområdena uppströms in blir den ackumulerade arean 82,92 kvadratkilometer. Ålhusån som avvattnar avrinningsområdet har biflödesordning 3, vilket innebär att vattnet flödar genom totalt 3 vattendrag innan det når havet efter 251 kilometer. Avrinningsområdet består mestadels av skog (82 procent). Avrinningsområdet har 0,38 kvadratkilometer vattenytor vilket ger det en sjöprocent på 12,6 procent.